# WEG S.A.
WEG é uma empresa multinacional brasileira, foi fundada em 1961, com sede na cidade de Jaraguá do Sul, no estado de Santa Catarina.
A empresa é uma das maiores fabricantes de equipamentos elétricos do mundo, atuando nas áreas de comando e proteção, variação de velocidade, automação de processos industriais, geração e distribuição de energia e tintas e vernizes industriais, entre outros produtos.

## História
Fundada em 16 de setembro de 1961 por Werner Ricardo Voigt, Eggon João da Silva e Geraldo Werninghaus como Eletromotores Jaraguá. Tempos depois a empresa passou a usar o nome WEG, cujo nome é a junção das iniciais dos três fundadores, Werner Eggon Geraldo.
No ano de 1970 iniciou a sua atuação no mercado internacional ao exportar seus produtos para alguns países da América Latina e em 1971 abriu seu capital na Bovespa (atual B3). Em setembro de 1975, alcançou a marca de 1 milhão de motores fabricados.
Produzindo inicialmente motores elétricos, a WEG começou a ampliar suas atividades a partir da década de 80, com a produção de máquinas elétricas, componentes eletroeletrônicos, produtos para automação industrial, transformadores de força e distribuição, tintas líquidas e em pó e vernizes eletroisolantes.
Em 1988, foi criada a WEG Exportadora, empresa criada para exportar os produtos da WEG no mercado internacional.
Em setembro de 1991, começou a atuar na América do Norte ao abrir a filial WEG Electric Corp nos Estados Unidos. Antes de abrir um subsidiária nos Estados Unidos, a WEG já exportava seus produtos para o mercado americano desde 1977.
Em setembro de 1992, começa a atuar na Europa ao adquirir uma empresa na Bélgica para exportar seus produtos por todo o continente europeu. Atualmente a subsidiária belga se chama WEG Benelux.
Em 1994, entrou no mercado asiático após abrir uma subsidiária no Japão, e no ano seguinte passou a atuar também na Alemanha e Austrália.
Em março de 2009, fechou sua fábrica em Guarulhos e demitiu 370 pessoas, a alegação das demissões foi devido a uma reestruturação na divisão de motores elétricos para eletrodomésticos e também por causa da Grande Recessão.
Em 2011, a WEG entra para o mercado de aerogeradores. Em 9 de junho de 2015, ocorreu um incêndio na fábrica da empresa na cidade de Jaraguá do Sul, apesar do problema ninguém ficou ferido e a produção da unidade fabril continuou normalmente pouco tempo depois.

## Unidades industriais

### Brasil
A WEG possui, no Brasil, quatorze parques fabris e a sua sede e principais unidades industriais estão na cidade de Jaraguá do Sul, Santa Catarina. Suas demais fábricas estão espalhadas pelo Amazonas (Manaus), Espírito Santo (Linhares), Minas Gerais (Betim), Rio Grande do Sul (Bento Gonçalves e Gravataí), Santa Catarina (Blumenau, Guaramirim e Itajaí) e São Paulo (São Paulo, São Bernardo do Campo, Sertãozinho, Mauá e Monte Alto).

### Exterior
No exterior, a WEG possui 48 unidades fabris distribuídas nos seguintes países:
- África do Sul (Cape Town, Gauteng, Johanesburgo)
- Alemanha (Balingen, Homberg, Nuremberga)
- Argentina (Burzaco, Córdoba, San Francisco)
- Áustria (Niederösterreich)
- Colômbia (Sabaneta)
- China (Changzhou, Rugao, Nantong)
- Espanha (Valência)
- Estados Unidos (Bluffton, McHenry, Minneapolis, Washington)
- Índia (Tâmil Nadu)
- México (Cidade do México, Hidalgo, Tizayuca)
- Portugal (Porto)
- Turquia (Cocaeli),

Além dessas fábricas, instalações de distribuição e comercialização estão presentes na Argentina, Argélia, Austrália, Bélgica, Cazaquistão, Chile, Colômbia, Coreia, Emirados Árabes Unidos, Equador, Espanha, Estados Unidos, França, Gana, Itália, Japão, Malásia, Países Baixos, Peru, Polônia, Reino Unido, Rússia, Singapura, Suécia, Tailândia, Turquia e Índia, além de 57 filiais de distribuição em mais de 135 países.
Tem suas ações negociadas no pregão da B3 (B3: 5410, WEGE3) e é a única indústria do setor de bens de capital a atender o Índice de Sustentabilidade Empresarial (ISE) da B3.

## Expansão

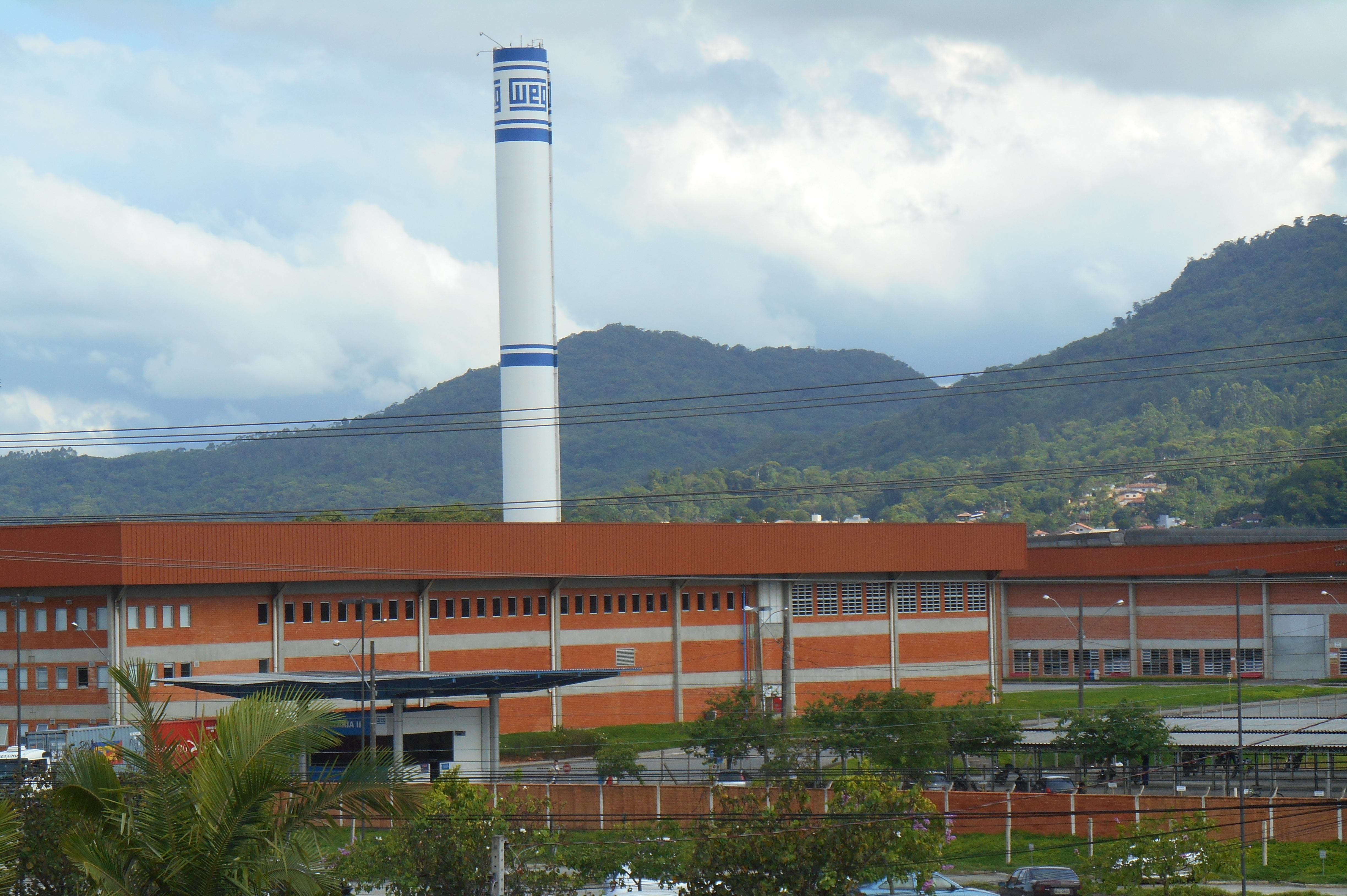
Visão frontal da fábrica "WEG II, Asa Leste" localizada em Jaraguá do Sul.

Em abril de 2006, adquiriu 30% da empresa fabricante de transformadores mexicana Voltran.
Em março de 2007, comprou 48,6% da companhia gaucha de transformadores elétricos Trafo por 49,4 milhões de reais e em janeiro de 2010 adquiriu o restante das ações e passou a deter 100% da empresa.
Em agosto de 2007, comprou a fabricante catarinense de aerogeradores e turbinas eólicas HISA e com isso criou a WEG HiSA que passa a ser a divisão do grupo de equipamentos de energia eólica.
Em 2010, a WEG adquiriu o controle acionário do ZEST Group na África do Sul e aumentou sua participação acionária para 60% na fabricante mexicana de transformadores Voltran.
Também em 2010 adquiriu a Instrutech, fabricante de sensores eletrônicos para automação industrial, comercial e de proteção humana e entrou no negócio de critical power com a aquisição da EQUISUL.
Em 2011, adquiriu a fabricante de tintas em pó argentina Pulverlux, a fabricante austríaca de redutores WATT DRIVE, em outubro de 2011 anuncia joint venture com Cestari Industrial para redutores e motorredutores, e em novembro de 2011 comprou uma fábrica da General Electric (GE) nos EUA.
No ano de 2012, expandiu as suas linhas de tintas com a aquisição da Stardur e Tintas Paumar.
Em agosto de 2013, adquiriu na África do Sul a Hawker Siddeley Electric Africa.
Em fevereiro de 2014, comprou 100% da fabricantes de motores e motoredutores alemã Württembergishe e em abril de 2014 fez duas aquisições na China, a primeira foi a compra da Changzhou Sinya Electromotor que atua na fabricação de motores e componentes para máquinas de lavar roupa e secadoras de roupas, já a segunda aquisição foi a compra da Changzhou Machine Master que produz transmissões e componentes mecânicos para eletrodomésticos.
Em setembro, comprou a Efacec Energy Service no estado de Pernambuco.
Em dezembro, adquiriu 100% da fabricante de equipamentos de motores elétricos alemã Katt, essa foi a segunda aquisição da WEG na Alemanha no ano de 2014 e expandirá a divisão de fabricação de maquinas de alta rotação da empresa.
Em dezembro de 2016, a WEG anuncia aquisição do controle da TGM, fabricante brasileiro de turbinas e transmissões.